# Lioudmila Chagalova
Lioudmila Alexandrovna Chagalova (en russe : Людмила Александровна Шагалова), née le 6 avril 1923 à Rahatchow dans l'Union soviétique et morte le 13 mars 2012 à Moscou (Russie), est une actrice russe.

## Filmographie
- 1948 : La Jeune Garde de Sergueï Guerassimov
- 1954 : Trois Hommes sur un radeau de Mikhaïl Kalatozov
- 1964 : Le Mariage de Balzaminov de Konstantin Voïnov
- 1975 : C'est impossible de Leonid Gaïdaï
- 1976 : Les Orphelins de Nikolaï Goubenko
- 1977 : La Nounou moustachue de Vladimir Grammatikov
- 1980 : Une petite-fille de glace de Boris Rytsarev
- 1987 : Où se trouve nofelet ? (Где находится нофелет?, Gde nahoditsa nophelet?) de Guerald Bejanov